# 黃耀

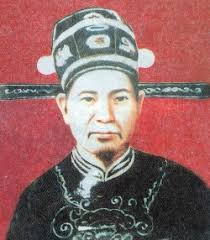

黃耀（越南语：／；1829年—1882年4月25日），原名黃金錫（越南语：／），字光遠（越南语：／），號靜齋（越南语：／），越南阮朝官員。

## 生平
明命十年（1829年），黃耀出生在廣南省奠磐府延福縣富姜上總春臺洲（今屬廣南省奠磐市社奠和社）的一個書香門第裡。嗣德元年（1848年），參加承天場鄉試，考中舉人。嗣德六年（1853年），參加會試，並在隨後庭試中考中副榜。初授翰林院檢討，歷任蓬山、綏遠知縣、靜嘉知府，後因心懷不滿，降為京縣知縣。嗣德十七年（1864年），平定阮福洪槢的叛亂。後升任諒江、多福知府，頗有政績。再升南定按察使，遷北寧布政使。
嗣德三十年（1877年），黃耀升署刑部參知，不久改為吏部參知，兼管都察院。他為官公正，銓舉官員時不徇私，以“廉正”著稱。次年（1878年），南義發生饑荒，他充任欽差，前往賑災。
嗣德三十三年（1880年），黃耀升署河寧總督。嗣德三十五年（1882年）三月，法國發動北圻遠征，法國將領李維業攻打河內，黃耀奮起抵抗，結果彈藥庫被法軍轟破，城池失陷。黃耀前往行宮哭拜，隨後前往省城西北隅關公祠，在祠前大樹下上吊自殺，年五十四歲。

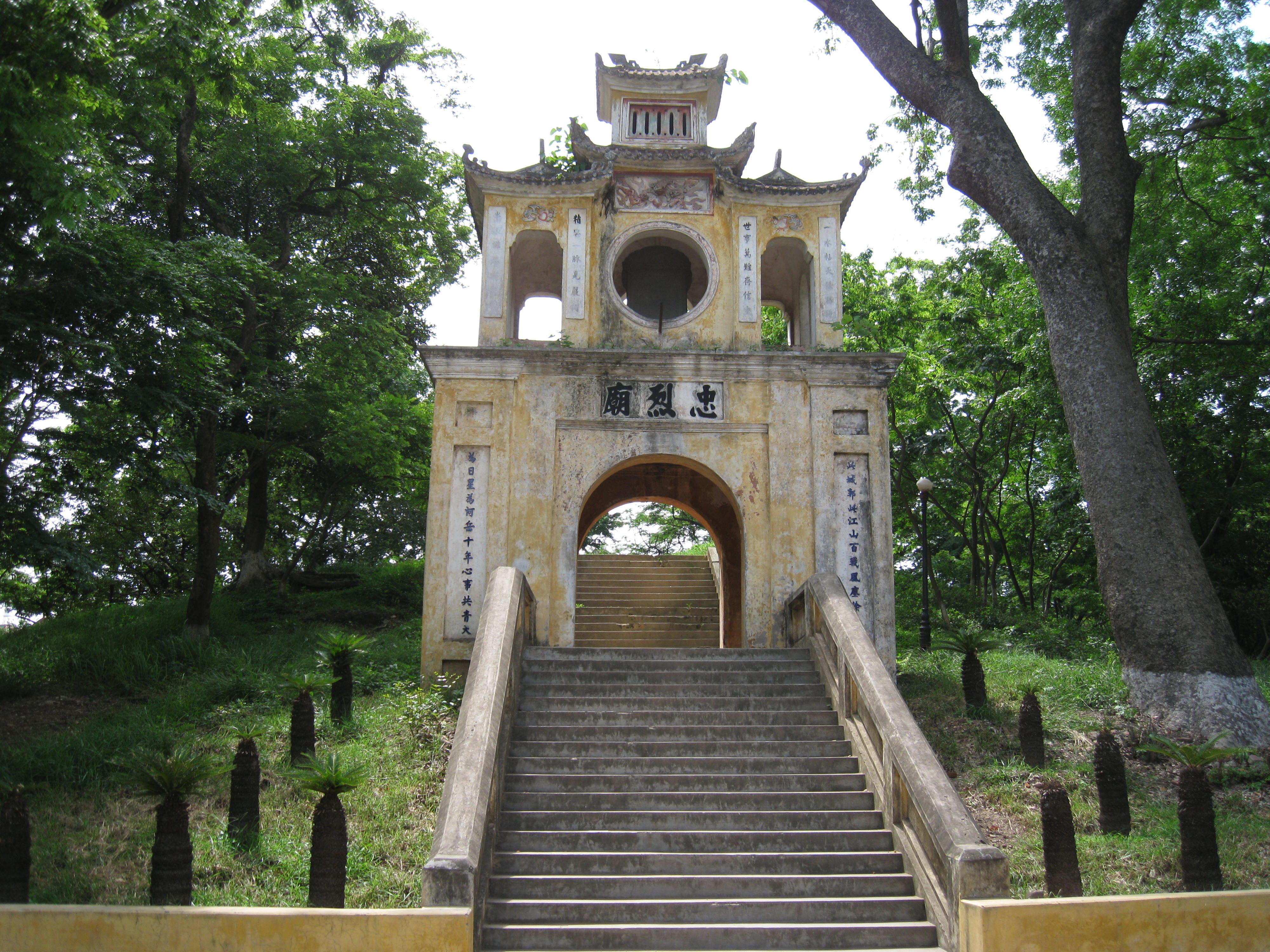
忠烈庙入口

嗣德三十六年（1883年），黃耀入祀忠烈庙（河内棟多郡）。

## 影響
黃耀同另一位將軍阮知方一樣，被越南人當作殉國的忠臣。不少越南城市的街道以他的名字命名。

## 家庭
- 子黃濬仕至英山府知府
- 女兒黃氏麗，嫁潘珍
  - 外孙潘瓌，越南詩人、教授、革命家